# 나카후토역
나카후토역(일본어: 中ふ頭駅, なかふとうえき)은 일본 오사카부 오사카시 스미노에구에 있는 오사카 메트로 난코 포트타운선의 역이다. 역 번호는 P11이다.
차량기지가 위치하여 아침 저녁으로 당역 발착 열차가 설정되어 있다.

## 역 구조
섬식 승강장 1면 2선의 고가역이다. 2층에 개찰구와 대합실, 3층에 승강장이 있다. 개찰구는 코스모스퀘어 방향으로 1곳만있다. 스미노에코엔 방향에 하행선 열차 연결선, 입출고선은 코스모스퀘어 방향에 입고선이 있다. 또, 이 입고선 옆에 있던 과거의 출고선은 안내궤도가 제외되었지만 거의 그대로 남아 있다.
당역은 난코 운수 사무소 소속으로 코스모스퀘어 역의 피관리역이다.

### 승강장
| 승강장 | 노선             | 행선              |
| ------ | ---------------- | ----------------- |
| 1      | 난코 포트타운 선 | 스미노에코엔 방면 |
| 2      | 난코 포트타운 선 | 코스모스퀘어 방면 |

## 역 주변
- 인텍스 오사카
- 하얏트 리젠시 오사카
- 호텔 코스모스퀘어 국제 교류 센터
- 아시아 태평양 트레이드 센터 (ATC)
- 오사카 시 교통국 난코 검차장

## 역사
- 1981년 3월 16일: 오사카 시 교통국 난코 포트타운 선 스미노에코엔 ~ 당역 간의 개통과 동시에 영업 개시. 당초에는 종착역이었음.
- 1997년 12월 18일: OTS 뉴트람 난코 포트 선의 코스모스퀘어 ~ 나카후토 역간 영업 개시, 상호 직통 운전의 경계역이 됨.
- 2005년 7월 1일: OTS에서 철도 사업(선로만 OTS 관리)를 양도된 것에서, 오사카 시 교통국의 역에 단일화하여 난코 포트타운 선의 중간역이 됨.

## 사진

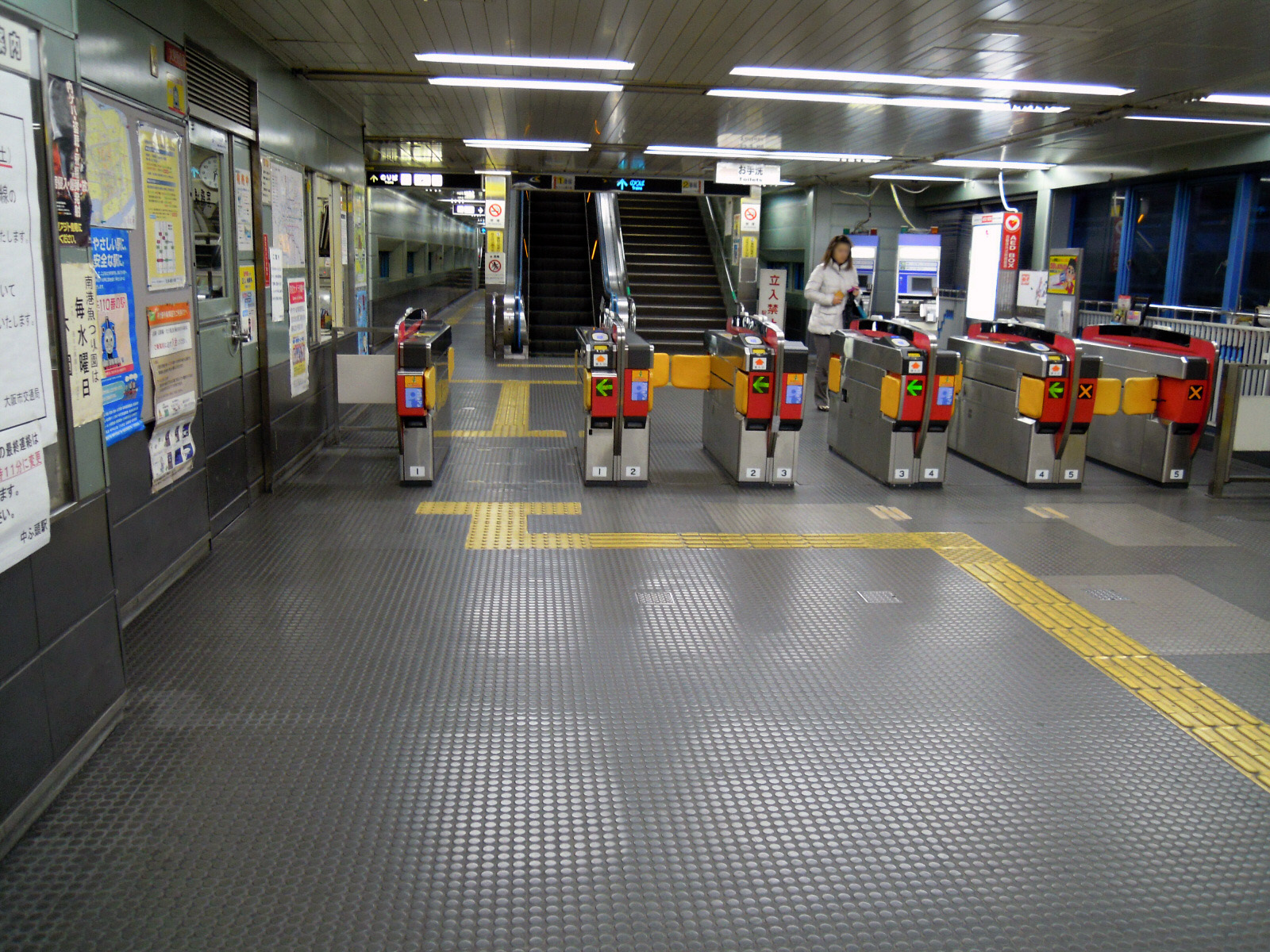
개찰구

## 인접역
| ■ 오사카 메트로 난코 포트타운선         | ■ 오사카 메트로 난코 포트타운선 | ■ 오사카 메트로 난코 포트타운선      |
| --------------------------------------- | ------------------------------- | ------------------------------------ |
| P10 트레이드 센터마에 코스모스퀘어 방면 |                                 | 포트 타운 니시 P12 스미노에코엔 방면 |